# Gagyvendégi
Gagyvendégi là một thị trấn thuộc hạt Borsod-Abaúj-Zemplén, Hungary. Thị trấn này có diện tích 12,32 km², dân số năm 2010 là 190 người, mật độ 15 người/km².